# فيليبا أوركهارت
فيليبا أوركهارت (بالإنجليزية: Philippa Urquhart)‏ هي ممثلة بريطانية، ولدت في القرن العشرين في عبادان في إيران.

## أعمال

### أفلام
- أطفال الرجال[1]

## وصلات خارجية
- فيليبا أوركهارت على موقع IMDb (الإنجليزية)
- فيليبا أوركهارت على موقع قاعدة بيانات الفيلم (الإنجليزية)